# Bouches-de-l'Èbre-Montserrat
Pour les articles homonymes, voir Bouches et Èbre (homonymie).
1813–1814
Entités précédentes :
- Bouches-de-l'Èbre
- Montserrat

Entités suivantes :
- Royaume d'Espagne

Le département des Bouches-de-l'Èbre-Montserrat est un ancien département français situé sur l'actuelle région espagnole de Catalogne, qui a existé entre 1813 et 1814.

## Histoire
Le département est constitué le 7 mars 1813 par fusion des départements des Bouches-de-l'Èbre et du Montserrat, en même temps que le département de Sègre-Ter.
La fusion est établie par décret. Toutefois, ce décret n'étant pas publié au Bulletin des lois, le statut juridique du département reste incomplet.
Après la reconquête de la Catalogne par les Espagnols, il est officiellement supprimé le 10 mars 1814.

## Préfet
| Période   | Période | Identité                  | Fonction précédente  | Observation                                                         |
| --------- | ------- | ------------------------- | -------------------- | ------------------------------------------------------------------- |
| mars 1813 | 1814    | Achille Libéral Treilhard | Préfet de Montserrat | Préfet du Gers (Cent-Jours) Préfet de la Haute-Garonne (Cent-Jours) |